# Économie territoriale
L’économie territoriale plonge ses racines théoriques et méthodologiques dans l’économie institutionnaliste ainsi que dans la géographie économique. Tout en s’inscrivant dans des traditions différentes, l’une économique, l’autre géographique, ces deux écoles se fondent sur l’articulation du spécifique et du général, de l’individuel et du collectif, du local et du mondial.
Les principaux thèmes de recherche portent sur l’innovation, la circulation et l’ancrage de la monnaie et du capital, la circulation et l’ancrage du travail et des compétences. Ces différents thèmes sont abordés par le territoire, c’est-à-dire par le milieu, la ville, la région, la frontière, la proximité, etc.
Les questions socio-économiques ne peuvent se comprendre ni indépendamment de l’espace et du temps, ni abstraitement, sans référence à des situations concrètes, situées et datées. Toute activité économique s’insère dans des réseaux à la fois locaux, nationaux et internationaux. Ainsi, les questions relatives à la « globalisation » font implicitement référence à cet emboîtement des échelles : en quoi les transformations technologiques, la concurrence des pays nouvellement industrialisés, les mouvements internationaux des capitaux, les flux migratoires, etc. affectent-ils l’économie locale, ici, maintenant ou dans un futur proche ou plus lointain ? L’économie territoriale cherche à comprendre et expliquer la manière dont s’organisent les activités, non pas de manière abstraite et générale, mais en situation.

## Présentation générale

### Développement de la branche
La découverte du territoire dans les années 1980 a été un tournant dans le processus de prise en compte de l'espace dans l'analyse économique. On peut ainsi considérer l'économie territoriale comme une discipline récente. Elle a été édifiée (tout au moins au début) à partir des travaux d'Alfred Marshall du début du XXe siècle sur les districts industriels. Ces travaux ont été redécouverts et enrichis dans les années 1980 par des auteurs italiens (notamment G. Becattini) à la faveur d'une réflexion sur les dynamismes industriels locaux dans l'Italie du centre et de l'est (la fameuse « Troisième Italie ») au cours des années 1960 et 1970. Toutefois à la suite ou à côté de ces travaux précurseurs de Marshall et de Beccatini, d'autres contributions et approches ont joué un rôle non négligeable dans l'émergence et l'affirmation de cette discipline.
Il s'agit notamment de :
- L'approche en termes de « cluster » que l'on doit à M. Porter[3] et celle en termes de « spécialisation flexible » initiée par M. Piore et C. Sabel[4], ces deux types d'approches ayant trouvé des prolongements empiriques très instructifs avec les travaux de H. Schmitz et de son équipe de l'IDS (Institute of Development Studies) au Royaume Uni, consacrés aux expériences de développement local dans les pays du Sud[5],[6],[7].
- L'analyse de F. Wilkinson[8] ayant débouché en France sur la notion de SPL (C. Courlet, B. Pecqueur, A. Ferguène…), qui recouvre l'ancrage territorial des entreprises, des activités et des acteurs qui les exercent, mais qui n'exclut pas une insertion dans le global des dynamiques de croissance et de développement considérées.
- La contribution de plusieurs sociologues français (B. Ganne[9], M.-F. RaveyreJet. Saglio[10]…) qui ont mis en avant la notion de systèmes industriels localisés, à travers lesquels ils entendaient attirer l'attention sur l'importance des institutions et de la régulation sociale.

### Méthode[11]
Au-delà de leur diversité, tous les travaux cités ont en commun une démarche (ou une méthodologie) en deux temps :
1. D'abord, observer/analyser les bouleversements de la distribution des activités dans l'espace (consécutifs à la crise du modèle de la production de masse) et,
2. Ensuite, mettre en lumière les nouvelles configurations territoriales qui en découlent.

Cette démarche, dans la mesure où elle induit une prise de conscience du rôle des dimensions régionales et locales dans les nouvelles formes de croissance et de développement, est à l'origine des approches regroupées désormais sous la dénomination d'Économie territoriale.

### Apport[11]
Quel est l'apport principal de l'Économie territoriale par rapport à la traditionnelle Économie régionale ou spatiale ? En résumant succinctement les analyses exposées tout au long de ce que précède, on peut répondre à cette question à travers deux propositions :
1. Cet apport consiste précisément dans le dépassement de la conception classique de l'espace comme support neutre ou passif des activités humaines (qui n'intervient dans l'analyse économique que par les coûts de déplacement et de transport) au profit d'une approche par le territoire, un concept qui met au cœur de la réflexion les interactions entre acteurs situés sur un même espace géographique et poursuivant un projet collectif reposant sur un socle de valeurs culturelles communes.
2. Ces interactions ont ceci de particulier qu'elles engendrent des externalités favorables (ou effets externes positifs) à la fois à chacun de ces acteurs pris isolément et à la dynamique socioéconomique d'ensemble du territoire considéré.

### Les fondements essentiels[12]
À partir de ces quatre concepts de base (et de bien d'autres qu'il serait trop long de reprendre exhaustivement ici), il est aisé de comprendre en quoi l'Économie territoriale permet de repenser la question économique en général et celle de la croissance et du développement en particulier, ceci aussi bien dans les pays du Nord (industrialisés) que dans les pays du Sud (émergents ou en voie de développement).

#### a) Les externalités
Au sens général, les externalités désignent les incidences (répercussions) des décisions et des actions d'un agent sur les décisions ou les actions d'autres agents, sans qu'il n'y ait de transaction volontaire entre les deux parties. Classiquement, les externalités sont classées en deux groupes: pécuniaires et technologiques.
1. Les externalités pécuniaires renvoient à l'effet (positif) des structures de production et de marché sur le système des prix, comme dans le cas de la sous-traitance ou celui de l'organisation en réseaux des firmes.
2. Quant aux externalités technologiques, elles reposent sur les interdépendances directes qui se manifestent en dehors des marchés et concernent différents agents économiques, au premier rang desquels les entreprises et les ménages. Les externalités technologiques (positives) s'incarnent en particulier dans une grande disponibilité d'inputs spécialisés, une main d'œuvre plus qualifiée et plus accessible, une fluidité de la circulation de l'information, etc. Qu'elles relèvent de la première catégorie ou de la seconde, les externalités positives sont toujours sources d'avantages compétitifs.

#### b) Les ressources (ou le patrimoine)
Bien que les ressources soient à la base de toute activité économique, la définition théorique de cette notion n'est pas clairement fixée. C'est donc une définition empirique que nous donnons ici. Sur le plan empirique, plusieurs typologies des ressources existent, qui présentent toutes un certain intérêt même si elles sont d'inégale pertinence:
- Ressources matérielles et ressources immatérielles ;
- Ressources naturelles (ou données) et ressources créées ;
- Ressources génériques et ressources spécifiques.

À côté de ces classifications binaires, une typologie en trois catégories de ressources est avancée qui paraît adaptée à l'approche territoriale :
- Les ressources naturelles ;
- Les ressources-externalités ;
- Les ressources-produits.

Si la définition d'une ressource naturelle est assez évidente, celles des deux autres le sont moins. En simplifiant disons qu'une « ressource-externalité » récouvre un effet externe positif, qui finit par être reconnu comme tel, tandis qu'une « ressource-produit » est une ressource non marchande, produite généralement par une administration.
En définitive, quelle que soit la typologie à l'œuvre, l'ensemble des ressources représente le patrimoine d'un territoire donné. On considère aujourd'hui que les ressources produites par les hommes jouent un rôle crucial dans les dynamiques économiques. Ce qui, en d'autres termes, signifie que l'essentiel des ressources sont les connaissances, compétences et savoir-faire dont disposent les acteurs, à un moment donné, pour mener à bien les activités qu'ils déploient.
Il va sans dire que cette définition des ressources n'est pas statique ; elle interdit donc d'appréhender les ressources comme un stock donné a priori. Au contraire, cellec-ci sont le résultat de l'activité humaine et ne deviennent effectivement ressources que lorsqu'elles sont mobilisées (ou activées) dans un processus économique.

#### c) Les économies d'agglomération
Le concept très répandu d'économies (ou au contraire de déséconomies) d'agglomération recouvre une variété de situations. Pour faire simple, disons qu'on est dans un contexte d'économies d'agglomération quand le bénéfice retiré par une entreprise du fait sa localisation à proximité d'autres firmes augmente avec le nombre de firmes installées au même endroit.
L'inverse peut s'observer également dans la mesure où, au-delà d'un certain seuil, l'accroissement du nombre d'entreprises sur un espace restreint peut engendrer des effets de surpopulation et d'encombrement qui se traduisent économiquement par une hausse des coûts de production. Sur le plan théorique, on doit la mise en évidence des « économies d'agglomération » à deux grands théoriciens de l'espace : Alfred Marshall avec le concept d'« économies externes » et Alfred Weber avec la « théorie de la localisation ».
Dans tous les cas, les économies d'agglomération sont des économies d'échelle externes à la firme mais internes au territoire (région, localité, métropole, ville moyenne…).

#### d) La proximité
Toute forme d'organisation territoriale (SPL, district, cluster…) se fonde sur une proximité entre les acteurs. Cette proximité est géographique, mais aussi organisationnelle (appartenance des acteurs à un ou plusieurs ensembles structurés par des relations fonctionnelles, autour d'activités et/ou d'intérêts communs) et institutionnelle (adhésion implicite ou explicite des acteurs à un ensemble de références, de valeurs et de normes de comportements, individuelles et collectives).
L'approche par la proximité s'efforce d'approfondir la notion d'effets externes positifs dont bénéficient les acteurs du fait de leur appartenance à un même territoire. On cherche à cerner de près ce qu'est la proximité et ce qu'elle induit comme avantages en termes économiques. C'est dans cette optique que la distinction est fait entre les trois sortes de proximité:
La proximité géographique n'est que la simple distance entre deux points de l'espace, dépendant du milieu physique et des équipements de transport ; La proximité organisationnelle et la proximité institutionnelle recouvrent les relations entre acteurs à l'origine des interactions, d'autant plus fécondes qu'elles font l'objet d'une coordination. Bref, la proximité géographique est la condition permissive des relations, alors que les proximités organisationnelle et institutionnelle transforment ces relations en interactions bénéfiques pour chacun isolément, et pour l'ensemble collectivement.

## Le territoire comme construction Socio-économique et institutionnelle
Suivant à Améziane Ferguène, pour bien comprendre l'idée de construction territoriale, il est nécessaire d'examiner les notions d'espace et de territoire pour préciser ce qui les sépare. À proprement parler, la notion d'espace n'a pas de contenu concret. Il s'agit d'une notion abstraite qui évoque une étendue géographique informe - i.e. sans forme particulière - et sans contours délimités. Cette étendue n'est certes pas sans consistance physique ; toutefois cette consistance n'implique ni spécifités sur le plan économique ni particularismes sur le plan socioculturel.
D'un point de vue théorique, l'espace ainsi conçu (comme étendue géographique) a été parfaitement traduit par les néo-classiques à travers le concept d' « espace homogène ». Ce concept - développé notamment par Johann Heinrich von Thünen - propose une théorisation de l'espace économique qui fait de celui-ci un (simple) support neutre des activités productives. Support neutre car, si l'espace intervient dans les décisions de localisation des firmes, c'est essentiellement à travers les coûts de transport imputables à l'acheminement des biens des lieux de production vers les lieux de consommation.
Qu'en est il de la notion de territoire ? En toute rigueur, on ne doit pas parler du territoire mais des territoires. Au pluriel, parce qu'à la différence de la notion d'espace, celle de territoire a un contenu précis et concret. Il s'agit d'une portion déterminée de l'espace géographique qui a ses caractéristiques propres et qui, de ce fait, n'est réductible à aucune autre.

### Les caractéristiques de la délimitation territoriale
Les caractéristiques propres qui délimitent un territoire dans sa singularité sont en gros de deux ordres: (1) physico-économique d'une part et (2) socio-culturel d'autre part. Sur le plan physico-économique, un territoire se distingue d'un autre essentiellement par la nature et la quantité de ressources qui s'y trouvent. Ces ressources peuvent soit provenir du milieu naturel, soit être le résultat d'une création-recréation des hommes. Sur le plan socio-culturel, un territoire se définit d'abord par la collectivité - ou la communauté - humaine qui y vit. Cette collectivité humaine elle-même se spécifie par son histoire, son vécu, sa mémoire et sa culture.
Ainsi conçu, le territoire n'a plus grand chose de commun avec l'espace. S'il partage avec celui-ci la consistance physique, il s'en écarte sensiblement par son contenu économique concret et, surtout, par sa dimension socio-culturelle très forte :

« le territoire, dans ce sens, renvoie fondamentalement à un système de valeurs partagées et à un sentiment d'identité et d'appartenance commune. En vertu de ce contenu culturel très fort, il est clair que le territoire n'est jamais une donnée a priori, une sorte de déjà-là ; il est au contraire un produit de l'action des hommes, une construction socio-économique et socio-culturelle des acteurs qui y vivent et qui y évoluent. »

### Les éléments de la construction territoriale
Selon Ferguène la construction territoriale peut être explicitée à travers quatre éléments principaux :
1. Le territoire n'est pas une création ex nihilo, ni le produit d'une génération spontanée. Il est le résultat d'un long processus historique qui l'informe, le structure et le constitue comme lieu de vie commune et de mémoire collective.
2. Les relations qui s'y nouent et les transactions qui s'y pratiquent obéissent en partie au clivage marché/hiérarchie. Mais, pour une autre partie, elles s'inscrivent dans des systèmes résiliaires, faisant ainsi du territoire un lieu échappant en partie aux inconvénients des deux logiques concurrentes (marchande et hiérarchique).
3. Le territoire fait référence non seulement à une configuration économique - au sens des ressources et des activités qui y sont localisés - mais aussi à une configuration sociale, au sens d'une collectivité humaine qui y vit. Comme tel, il renvoie à un système culturel et identitaire qui soude la communauté concernée et assure sa cohésion. Les valeurs, règles et normes constitutives de ce système jouent un rôle central dans la dynamique du territoire car elles influent significativement certains aspects de la vie locale : les formes d'organisation du travail, les rapports entre les firmes du territoire, les relations entre celles-ci et l'environnement externe.
4. La construction territoriale n'est assurément pas qu'une affaire de dynamiques économique et socioculturelle. C'est également une affaire de dynamique institutionnelle. De fait, les institutions sociales - publiques, parapubliques et privées - tiennent une place importante dans le processus, dans la mesure où elles sont largement impliquées non seulement dans le fonctionnement industriel du territoire, mais aussi dans son organisation d'ensemble.

## Recherche
Universités ayant un groupe de recherche actif en Économie territoriale :
- PACTE (Université Pierre-Mendès-France - Grenoble)
- GRET (Université de Neuchâtel)